# Scipopus brikelos
Scipopus brikelos (лат.) — вид двукрылых насекомых рода Scipopus из семейства ходуленожек (Micropezidae). Центральная Америка (Коста-Рика). Мухи длиной 14—17 мм. Название — греческое слово, переводимое как «трагическая маска», — относится к средней тёмной части клипеуса. Эта тёмная центральная область напоминает лицевую маску, использовавшуюся во время пандемии COVID-19, во время которой и была написана статья с описанием этого нового вида. S. brikelos похож на S. nigripennis белым первым тарсомером передней ноги, блестящим эпицефалоном, чётко отграниченным от верхней лобной витты, удлинённым сперматекальным каналом и почти сферическими парными сперматеками. Отличается оранжевым наличником, который в средней трети тёмный и голый, и мелкими чёрными волосками на T1.  Вид был впервые описан в 2023 году канадскими энтомологами Kate G. Lindsay и Stephen A. Marshall (School of Environmental Sciences, Гуэлфский университет, Гуэлф, Канада) и включён в номинативный подрод Scipopus s. str..